# MA-1 Ardath
MA-1 Ardath war ein zweisitziges Prallluftschiff, das Ende der 1970er Jahre in Australien entwickelt wurde.
Das Luftschiff war 26,82 m (88 ft) lang, hatte einen Durchmesser von 6,71 m (22 ft) und fuhr in Australien 1977 und 1978. Es wurde von der MANtainer Pty Ltd in der Nähe des Essendon Airport bei Melbourne entwickelt. Als Antrieb kamen zwei Schneemobil-Motoren mit je 33 kW (45 PS) zum Einsatz. Sie trieben zwei Holzpropeller an, die durch einen Zahnriemen übersetzt mit der halben Drehzahl des Motors liefen.
Die Hülle wurde von Aerochute Industries Pty Ltd in Victoria/Australien gefertigt.
In Australien war das Luftschiff registriert unter dem Hersteller: Airship Developments Australia Typ: ADA 340 A, Baujahr: 1976, Bezeichnung: Maintainer MA-1 „Ardath“.
Der Prototyp des Luftschiffs MA-1 wurde Ende 1978 von einem texanischen Konsortium gekauft, wo er weiterentwickelt wurde und zusätzliche Flugstunden fuhr.
Es wurde dort 1979 von der FAA unter der Bezeichnung N1025K registriert.